# Ivan Korade
Ivan Korade, hrvaški general in morilec, * 17. januar 1964, Velika Veternička (Novi Golubovec), † 3. april 2008, Velika Veternička.

## Življenjepis
Pred hrvaško osamosvojitveno vojno je bil monter centralnega ogrevanja. Ob izbruhu vojne se je kot prostovoljec pridružil Specialni policiji. Potem, ko je bil ustanovljen Zbor narodne garde Hrvaške, je bil premeščen v 1. gardno brigado »Tigri«, nakar je postal njen poveljnik. Leta 1992 je postal poveljnik novoustanovljene 5. gardne brigade »Slavonski orli«. Kot poveljnik le-te se je udeležil bojev na dubrovniškem bojišču, kjer je bil še isto leto težko ranjen. Izgubil je levo roko in se le po dveh tednih bolniškega dopusta vrnil nazaj na bojišče. Za njegove zasluge ga je general Ivan Bobetko, poveljnik južnega bojišča, povišal v generala. Nato je prevzel poveljstvo novoustanovljene 7. gardne brigade »Pume«, s katero se je udeležil vojaških operacij: Zima 94, Skok 1, Skok 2, Leto 95, Nevihta, Maestral in Južni potez. Po koncu vojne je postal poveljnik 5. korpusnega področja Hrvaške vojske.
V tem času je Korade, najverjetneje pod vplivom t. i. domovinskega sindroma, bil vpleten v več prometnih nesreč, pretepov in drugih oblik nasilja. Kljub temu, da je bil večkrat poklican pred sodišče in bil izdan tudi priporni nalog, ga je sloves vojnega heroja ščitil in se mu ni zgodilo nič. Toda Hrvaška vojska je postala pozorna na te incidente in ga je leta 1997 upokojila. Leta 2001 je bil na obsojen na 8 mesecev zapora zaradi nasilništva nad poveljnikom Varnostno-informativne službe (SIS) za varaždinsko in medžigursko območja v letu 1995.
Leta 2002 ga je Mednarodno sodišče za vojne zločine v Haagu pozvalo na zasliševanje Korada zaradi vojnih zločinov, ki so jih storili pripadniki 7. gardne brigade »Pume« v letu 1995 na področju Mrkonjić Grada.
Mednarodno pozornost je ponovno pritegnil konec marca 2008, ko je policija v vasi Velika Veternička odkrila štiri trupla. Korade je 1. aprila postal glavni osumljenec, saj je bil neposredno povezan z eno žrtvijo in posredno z ostalimi in je po incidentu pobegnil. 3. aprila so odkrili njegovo skrivališče približno dva kilometra od stalnega prebivališča. Policisti so obkolili vikend hišo; v spopadu je bil ubit pripadnik mobilne enote prometne policije Kobre, nakar je Korade storil samomor.